# Carpotroche surinamensis
Carpotroche surinamensis är en tvåhjärtbladig växtart som beskrevs av Hendrik Uittien. Carpotroche surinamensis ingår i släktet Carpotroche och familjen Achariaceae. Inga underarter finns listade i Catalogue of Life.